# Bill Foulkes
Bill Foulkes (5. ledna 1932, St Helens – 25. listopadu 2013, Manchester) byl anglický fotbalový obránce.

## Fotbalová kariéra
V letech 1957–1970 hrál v anglické nejvyšší soutěži za Manchester United FC. Nastoupil v 566 ligových utkáních a dal 7 gólů. S Manchester United FC vyhrál v sezóně 1967/68 Pohár mistrů evropských zemí. V letech 1956, 1956, 1965 a 1967 získal s Manchesterem anglický titul, v roce 1963 Anglický pohár a v letech 1956, 1965 a 1967 FA Charity Shield. V Poháru mistrů evropských zemí nastoupil ve 357 utkáních a dal 2 góly, v Poháru vítězů pohárů nastoupil v 6 utkáních, v Poháru UEFA nastoupil v 11 tkáních a v Interkontinentálním poháru nastoupil ve 2 utkáních. Za anglickou fotbalovou reprezentaci nastoupil v roce 1954 v 1 utkání.

## Ligová bilance
| Ročník                                 | Zápasy | Góly | Klub                 |
| -------------------------------------- | ------ | ---- | -------------------- |
| Football League First Division 1952/53 | 2      | 0    | Manchester United FC |
| Football League First Division 1953/54 | 32     | 1    | Manchester United FC |
| Football League First Division 1954/55 | 41     | 0    | Manchester United FC |
| Football League First Division 1955/56 | 26     | 0    | Manchester United FC |
| Football League First Division 1956/57 | 39     | 0    | Manchester United FC |
| Football League First Division 1957/58 | 42     | 0    | Manchester United FC |
| Football League First Division 1958/59 | 32     | 0    | Manchester United FC |
| Football League First Division 1959/60 | 42     | 0    | Manchester United FC |
| Football League First Division 1960/61 | 40     | 0    | Manchester United FC |
| Football League First Division 1961/62 | 40     | 0    | Manchester United FC |
| Football League First Division 1962/63 | 41     | 0    | Manchester United FC |
| Football League First Division 1963/64 | 41     | 1    | Manchester United FC |
| Football League First Division 1964/65 | 42     | 0    | Manchester United FC |
| Football League First Division 1965/66 | 33     | 0    | Manchester United FC |
| Football League First Division 1966/67 | 33     | 3    | Manchester United FC |
| Football League First Division 1967/68 | 24     | 1    | Manchester United FC |
| Football League First Division 1968/69 | 10     | 0    | Manchester United FC |
| Football League First Division 1969/70 | 3      | 0    | Manchester United FC |
| Celkem 1. anglická liga                | 563    | 6    |                      |